# Syfon (speleologia)

Syfony B) syfon powstały w wyniku oderwania głazu ze stropu

Syfon – odcinek korytarza jaskiniowego, wypełniony stale lub okresowo wodą aż po strop jaskini. Może stanowić duże utrudnienie w czasie eksploracji jaskini, w przypadku dłuższych syfonów konieczne może być zastosowanie sprzętu nurkowego.